# Островский, Виктор
Виктор Джон Островский (англ. Victor John Ostrovsky, род. 28 ноября 1949, Эдмонтон, Альберта, Канада) — канадский и израильский писатель

 и художник, в прошлом сотрудник израильской разведслужбы «Моссад», автор книг «Путём обмана» (1990) и «Обратная сторона обмана» (1995), раскрывающих подробности деятельности «Моссада» и подвергающих её критике.

## Биография

### Происхождение
Мать Виктора — Мира Марголина, учительница гимнастики в школе Эдмонтоне, родилась в Подмандатной Палестине, несла службу в Британской армии и воевала в Северной Африке против немцев. Бабушка и дедушка по материнской линии — Эстер и Хаим Марголины, которые покинули Российскую империю в 1912 году и осели в британской Палестине с дочерю Рафой (там же родились ещё двое детей, Мира и Маца). Хаим работал главным аудитором Еврейского национального фонда. Эстер во время Второй мировой войны служила в Британской армии водителем грузовика, после войны вступила в организацию «Хагана», боровшуюся против британцев.
Отец — Сид Остен (англ. Sid Osten), уроженец Канады, еврейского происхождения, пятый из семи детей в семье. Во время Второй мировой войны служил хвостовым стрелком экипажа бомбардировщика Avro Lancaster ВВС Канады, участвовал в более чем 20 миссиях в небе над Германией. Один раз его самолёт был сбит, но он сумел избежать попадания в плен. Позже изменил фамилию на «Островский», в составе израильских войск участвовал в арабо-израильской войне 1948 года, комендант аэродрома Сде-Дов (авиабаза ВВС Израиля). Позже переехал в американский штат Небраска. Дедушка по отцовской линии — Аарон Островский, занимался розничной торговлей, однако разорился в годы Великой депрессии и переехал в Эдмонтон в провинции Альберта, присоединившись к еврейской общине. Бабушка по отцовской линии — Бесси Островская — воспитывала Виктора; она познакомила его с израильским художником Ароном Гилади, который жил с Виктором на одной улице и был его учителем на протяжении более 10 лет.

### Служба в армии
Виктор родился 28 ноября 1949 года в Эдмонтоне (провинция Альберта). В возрасте 5 лет он переехал в Израиль с матерью в связи с разводом родителей. С 14 лет он служил в молодёжных бригадах и занимался стрельбой, в 1964 году занял 2-е место на чемпионате Израиля по стрельбе из винтовки типа «штуцер», набрав 192 очка из 200 возможных. Член Партии труда в Херцлии. С 17 лет служил в Армии обороны Израиля: из-за проблем со зрением его не приняли в ВВС, и он служил в Военной полиции. Дослужился до звания командира полицейского участка Наблус, позже возглавлял центральное командование военной полиции на Западном берегу реки Иордан.
После службы в военной полиции Островский перешёл на флот, где служил шесть лет. Он посещал командное училище и дослужился до звания майора (капитана 3-го ранга). Он занимался испытанием вооружения ВМС Израиля, в том числе ракет типа «Гарпун» на ракетных катерах типа «Саар-4» и зенитно-артиллерийского комплекса «Фэланкс».

### Моссад
Согласно рассекреченным данным, в 1982 году он был завербован в «Моссад» и проходил обучение в училище Моссада на севере Тель-Авива в качестве «катса» (оперативник), получив в ЦАХАЛ звание полковника. Однако в 1986 году Островский ушёл из агентства: причиной тому стали его личные возмущения действиями разведки при выполнении заданий. В частности, он обвинял руководство разведслужбы в фальсификации отчётов, доставляемых руководству страны.
Фактическим поводом для отставки Островского стал провал операции на Кипре в 1986 году, в ходе которой израильтяне намеревались арестовать группу лидеров ООП, летевших в Триполи на встречу с Каддафи, однако не сумели их задержать: палестинцы ввели их в заблуждение, отправив этим самолётом обычных мелких чиновников и спрятав руководство ООП в ангаре, откуда вылетал самолёт. Островский знал об этом манёвре палестинцев, однако руководство «Моссада» проигнорировало его доводы и 4 февраля 1986 года ВВС Израиля заставили сесть не тот самолёт, а Островского выставили козлом отпущения.

### Наши дни
В 1986 году Островский, уволившись из «Моссада», покинул территорию страны, избежав участия в военных сборах, однако фактически продолжал работать на своих бывших руководителей, высокопоставленных сотрудников, выполняя их частные поручения (нередко связанные с внутренней борьбой за высшие посты). В настоящее время Островский проживает в штате Аризона. Помимо двух своих автобиографий, он опубликовал шпионские романы «Лев Иудеи» и «Черные призраки»; владеет галереей живописи Ostrovsky Fine Art Gallery и издательством Osten Art, сам пишет картины из серии «Иносказания о шпионаже» (англ. Metaphors of Espionage), публикует статьи и даёт интервью на темы ближневосточной политики. Островский является одним из сторонников мирного урегулирования любых конфликтов Израиля с арабскими странами.
Был женат на Белле Островской (скончалась 8 января 2015 года в возрасте 65 лет). Отец Беллы провёл 4 года в Освенциме, большая часть её семьи погибла от рук немцев. От этого брака есть двое детей.

## «Путём обмана»
В 1990 году Виктор Островский опубликовал книгу «Путём обмана», в которой раскрыл многие факты о деятельности «Моссада», начиная от тестов и заканчивая деталями выполненных заданий, а также заявил, что над разведкой отсутствует государственный контроль. Израиль пытался воспрепятствовать публикации книги, так как в ней затрагивались неудобные для Израиля факты, способные навредить его репутации. В частности, журналист газеты The New York Times Дэвид Вайз заявил, что в книге утверждалось о многолетнем шпионаже Израиля на территории США. Многие из утверждений Островского о работе «Моссада» не подтверждались и не опровергались, в связи с чем под вопрос ставился сам факт их достоверности. Ряд критиков во главе с Бенни Моррисом и Дэвидом Вайзом полагали, что эта книга в лучшем случае похожа на «бульварный роман», так как рядовой оперативник не мог столько знать о национальной разведслужбе и что она должна была строго соблюдать конфиденциальность. Островский же заявил, что утверждения посторонних лиц о «Моссаде» основаны не на достоверных источниках, а в самой службе не всегда соблюдались правила доступа к информации, поскольку служба насчитывала небольшое количество сотрудников, которые исполняли сразу несколько обязанностей.
В 1990 году израильское правительство подало в суд, требуя запретить публикацию книги, в которой содержалась информация, представлявшая собой государственную тайну. Изначально Верховный суд Манхэттена удовлетворил иск израильского правительства и постановил запретить печать книги, однако Верховный суд Нью-Йорка отменил это решение, и запрет на публикацию был снят. Судебный иск лишь только повысил рейтинг и популярность книги. Из соображений безопасности, однако, Островский решил не указывать реальные имена многих сотрудников Моссада, чтобы не подставлять их, ограничившись только указанием собственных имён, псевдонимов или инициалов. Тем не менее, в послесловии к американскому изданию 1991 года он утверждал, что к нему приходили сотрудники Моссада и требовали от него остановить процесс печати, ссылаясь на то, что потом от Островского потребуют больше информации представители ООП за огромные деньги. Более того, Островский уверял, что в израильской прессе (в том числе газете «Едиот Ахронот») в его адрес звучали угрозы убийства и обвинения в государственной измене, а ему грозила та же участь, что и Мордехаю Вануну.
В 1994 году была выпущена книга «Обратная сторона обмана», в которой Островский рассказал о своей жизни после официального ухода из Моссада: по его словам, ему приходилось уже вне кадрового состава выполнять задания своих бывших руководителей, связанные с внутренней политической борьбой в службе. Он утверждал, что в Моссаде не терпели любых левых активистов, так или иначе выступавших за мирное урегулирование палестино-израильского конфликта.

### Книги
- Путём обмана[англ.] (1990)
- Лев Иудейский[англ.] (1993)
- Обратная сторона обмана[англ.] (1995)
- Чёрные призраки[англ.] (1999)

### Некоторые из статей
- Bungled Amman Assassination Plot Exposes Rift Within Israeli Government Over Peace Negotiations Washington Report on Middle East Affairs, December 1997, Pages 7-8, 92
- Israel’s «False Information Affair» Sheds New Light On Troubled Israeli and U.S. Relations With Syria WRMEA, January/February 1998, Pages 13-14
- At Age 50, Israel Should Admit Its Responsibility to Jonathan Pollard, WRMEA, May/June 1998, Page 45
- Israeli Finger on the Nuclear Trigger Could Turn the Next Israeli-Arab War Into a Conflagration, WRMEA, December 1998, pages 48, 92
- Crash of Cargo Plane in Holland Revealed Existence of Israeli Chemical and Biological Weapons Plant, WRMEA, December 1998, pages 19-20
- Combat Units Manned by West Bank Settlers Puts Trojan Horse Within the Future Palestinian State, WRMEA, January/February 1999, pages 26, 94
- The Israeli-Palestinian Summit: A Reality Check, WRMEA, August/September 2000, Page 13